# Transanal irrigation
Transanal irrigation (TAI) / tarmsköljning av ändtarm och tjocktarm hjälper tarmen att tömmas på avföring genom att föra in vatten i ändtarmen via anus. 
Genom att regelbundet tömma tarmen med hjälp av tarmsköljning, återupprättas ofta kontrollen av tarmfunktionen hos patienter med avföringsinkontinens och/eller förstoppning. Detta gör det möjligt för användare att utveckla en konsekvent tarmrutin genom att välja tid och plats för tarmtömning. En internationell konsensus om när och hur man använder transanal irrigation för personer med tarmproblem publicerades 2013.